# بيت السفياني (إب)
بيت السفياني هي إحدى قرى الجمهورية اليمنية. تتبع جغرافيا لمحافظة إب وإداريًا لمديرية يريم. يبلغ تعداد سكانها 971 نسمة حسب الإحصاء الذي أجري عام 2004.